# Stille und Schrei
In seinem sperrigen Spielfilm Stille und Schrei (1968) erzählt der ungarische Regisseur Miklós Jancsó in einer kargen Ästhetik von Bedrückung und Ausweglosigkeit. Die geheimnisvolle Handlung spielt sich auf einem Gehöft in der Puszta ab. Streng komponierte, lange Plansequenzen mit sorgfältig choreografierten Bewegungen der Schauspieler im Raum lassen die Bilder „oft erdrückend statisch“ erscheinen. Die Kamera folgt den Menschen, wenn sie sich zwischen dem Innern des Bauernhauses und dem Hof bewegen. Trotz der großzügigen landschaftlichen Weite hat der Film den Charakter eines Kammerspiels. Knapp gehalten sind die Dialoge. Für den Zuschauer undurchschaubar ist, in welcher genauen Beziehung die Figuren zueinander stehen und was sie bewegt; Jancsó vermittelt kaum ihren Hintergrund. Für die verletzlichen Menschen sind die Macht und der Lauf der Welt ebenso undurchschaubar wie unentrinnbar. Unterdrückte werden ihrerseits zu Verfolgern und töten Menschen, die noch schwächer sind als sie selbst; Jancsó schildert diese Vorgänge aus der Distanz. Eher ungewöhnlich für seine Filme ist, dass er hier Frauen bedeutende Rollen zugedacht hat.

## Handlung
Das Geschehen ist 1919 in Ungarn angesiedelt, als nach einer kurzen Regierungszeit der Kommunisten das ebenso autoritäre, konservative Regime Miklós Horthys die Rotarmisten verfolgte. Der ehemalige kommunistische Kämpfer István versteckt sich auf dem entlegenen Hof des Bauern Károly, der unter Überwachung durch den lokalen Polizeikommandanten Kémeri steht. Dieser kennt den Flüchtigen von früher und vereitelt seine Aufdeckung, treibt mit ihm aber ein Katz-und-Maus-Spiel.
Kémeri taucht wiederholt auf dem Bauernhof auf und erlaubt sich einige Demütigungen des Kämpfers wie auch des Bauern. Die Frau des Bauern, Teréz, und ihre Schwester Anna vergiften schrittweise den Bauern und die Großmutter, indem sie stets etwas Gift ins gereichte Wasser mischen. István verlässt seine Deckung und meldet die Mordabsichten dem Polizeikommandanten. Dieser ordnet Istváns Erschießung an, entscheidet sich jedoch in letzter Minute, dem Kämpfer eine Pistole zu übergeben, damit er sich selbst richtet. István aber benutzt die Waffe, um Kémeri niederzuschießen.

## Kritik
In der Filmkritik meinten Frieda Grafe und Enno Patalas, der Film handle von der Ohnmacht: „Das Thema stellt sich ganz her in den Bildern. (…) in der Ebene ist es nicht möglich, sich zu verstecken. Der Raum und das Licht der Landschaft werden zur Evidenz des Films. (…) Die langen, langsamen Kamerafahrten kreisen die Menschen ein und stellen sie bloß. Mit jeder sichtbaren Bewegung würden sie sich verraten. Das einzige, wohinter sie sich verstecken können, ist ihr Schweigen. Auch der Zuschauer sieht sich darauf angewiesen, in ihren Gesten zu lesen, kein Indiz irgendeines Vorgangs gibt der Film bereitwillig preis. Er ist selbst: Stille und Schrei.“ Der film-dienst besprach das Werk erst 1970. „Die lang und breit ausgespielten Sequenzen werden ohne jede optische Lockerung durch den Schnitt durchgeführt, und oft erweckt gerade aus dieser Kargheit und Starrheit eine besondere dramatische Intensität. Andererseits führt aber diese bewußte Kunstlosigkeit doch wieder zu einem gewissen neuen Manieriesmus.“ Weil Stille und Schrei beim Publikum keinen Erfolg hatte, sei Jancsó in den danach gedrehten Werken von diesem Stil abgerückt. Interessanter sei die vom Existenzialismus beeinflusste geistige Haltung. Jean-Paul Sartres Formel „Der Mensch ist das, wozu er sich macht“ erfülle sich auf negative Weise an den zwei Schwestern und dem Kommandanten, und „positiv an dem einzigen, sein Schicksal frei Wählenden,“ István. „Und gerade weil er eine Tat wählte, die letztlich sinnlos ist, wird Istvan hier zum existenzialistischen "Helden" par excellence.“ Burns meinte 1996 in seinem Buch zur ungarischen Filmgeschichte, obwohl man es dem Werk an der Oberfläche kaum anmerke, sei es ein leidenschaftliches.